# تپه تل کو (دختربرجی)
تپه تل کو (دختربرجی) مربوط به دوران پیش از تاریخ ایران باستان است و در شهرستان دورود، بخش مرکزی، روستای بهرام آباد سفلی واقع شده و این اثر در تاریخ ۲۴ اسفند ۱۳۸۳ با شمارهٔ ثبت ۱۱۷۳۵ به‌عنوان یکی از آثار ملی ایران به ثبت رسیده است.